# Янторни, Пьер
Пьер Янторни (фр. Pierre Yantorny, итал. Pietro Iantorni; 28 мая 1874 — 12 декабря 1936) — итальянский сапожник изысканной обуви в начале XX века.

## Биография
Пьетро Янторни родился в Марассо, Марчесато (Калабрия) в Италии. В восьмилетнем возрасте был вынужден трудиться на макаронной фабрике 12 часов в день. Затем он работал дворником и дрессировщиком лошади. Когда его отец перебрался в Чикаго, 12-летний Пьетро переехал в Неаполь и устроился подмастерьем к сапожнику, получая за свою работу лишь опыт. Спустя полгода он получил работу и оплату. Скопив некоторую сумму, Пьетро переехал в Геную, затем — в Ниццу, где значительно повысил своё мастерство. Целью юного сапожника был Париж:
13 июня 1891 года, в 4 утра после трёхдневного путешествия, поскольку поезд ехал медленно, я прибыл в Париж и торжественно вошёл во французскую столицу. У меня был с собой адрес сапожной мастерской на улице Сент-Оноре, где торговцы могли предложить мне работу. Но, чёрт возьми! Мастерская закрылась пять лет назад!
Благодаря доброте хозяина ресторана на улице Траверсер Янторни удалось встретить торговца, который работал на крупные дома Парижа, и получить работу. Рабочий день начинался в 4 утра и длился до 10 вечера. Трудолюбие и талант быстро превратили Янторни в профессионала. Однако, его благодетель исчез, не оставив адреса. Янторни пришлось три месяца работать посудомойщиком в ресторане, чтобы приобрести собственные инструменты для работы.
Перезимовав в Ницце, Янторни вернулся в Париж, где прожил до 1898 года. В Лондоне он изучил технологию изготовления деревянных колодок и подучил английский язык, что в будущем ему также пригодилось. Выучив три языка, Янторни, однако, не умел читать и писать. Сохранившийся дневник сапожника надиктовывался им помощнику.
Вернувшись в Париж ко Всемирной выставке, сапожник сконцентрировался над формой обуви. Спустя четыре года он арендовал помещение старой пекарни на Фобур Сент-Оноре № 109 и стал вытачивать обувные колодки для сапожников. В 1908 году он открыл ателье-магазин на Вандомской площади (№ 26), но подвергся критике со стороны коллег и не получал заказы от клиентов. Чтобы привлечь внимание, он наклеил на стекло витрины вывеску «самая дорогая обувь в мире». Индивидуальный подход к клиентам и непомерно высокие цены принесли Янторни популярность и доход. Основными клиентами Янторни стали французские, русские и американские богатые женщины.
Для своей продукции Янторни выбирал вельвет, сатин, парчу и кружево. В 1924 году в США получил патент на шнуровку. В поисках вдохновения в 1930-х годах он отправился в Бомбей (Индия). Достигнув Эвереста, Янторни пять дней любовался красотой Гималаев, поскольку считал, что «в этом нуждается большинство людей: остановиться и посмотреть на что-то вне их привычного опыта». Из этого путешествия Янторни вернулся вегетарианцем, практикующим молчание и медитацию. В своём доме в Vallée de Chevreuse он стал фермером и мечтал открыть свою школу сапожников, чему не суждено было сбыться.
Работы Янторни сегодня представлены в коллекциях музеев: Метрополитен (Нью-Йорк, США), Международном обувном музее (Рим, Италия). Большая коллекция его эксклюзивных туфель сегодня известна благодаря крупным заказам американской светской львицы Рите де Акоста Лидиг (1880—1929).

Работы Янторни из Метрополитен-музея
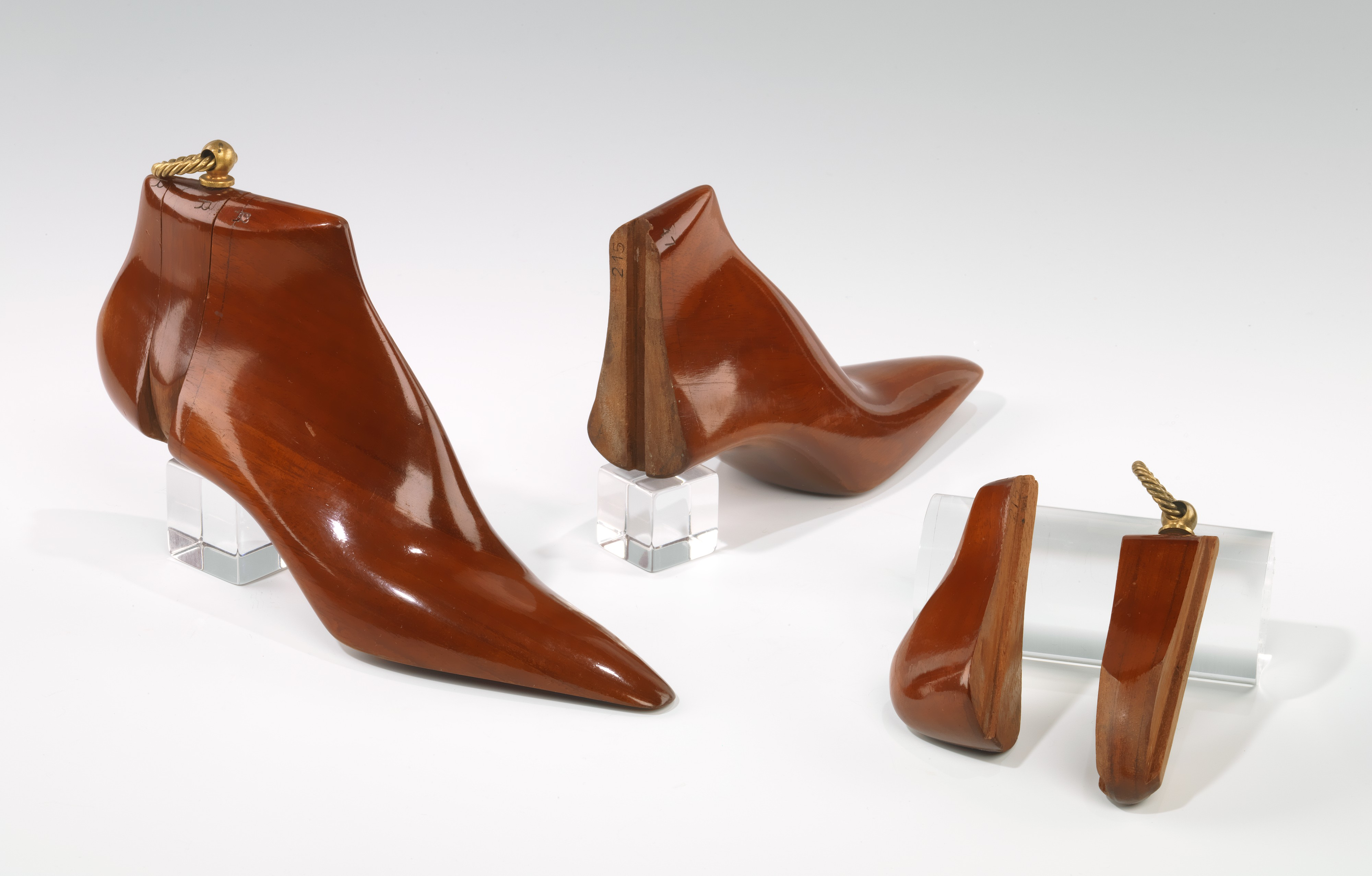
деревянные колодки
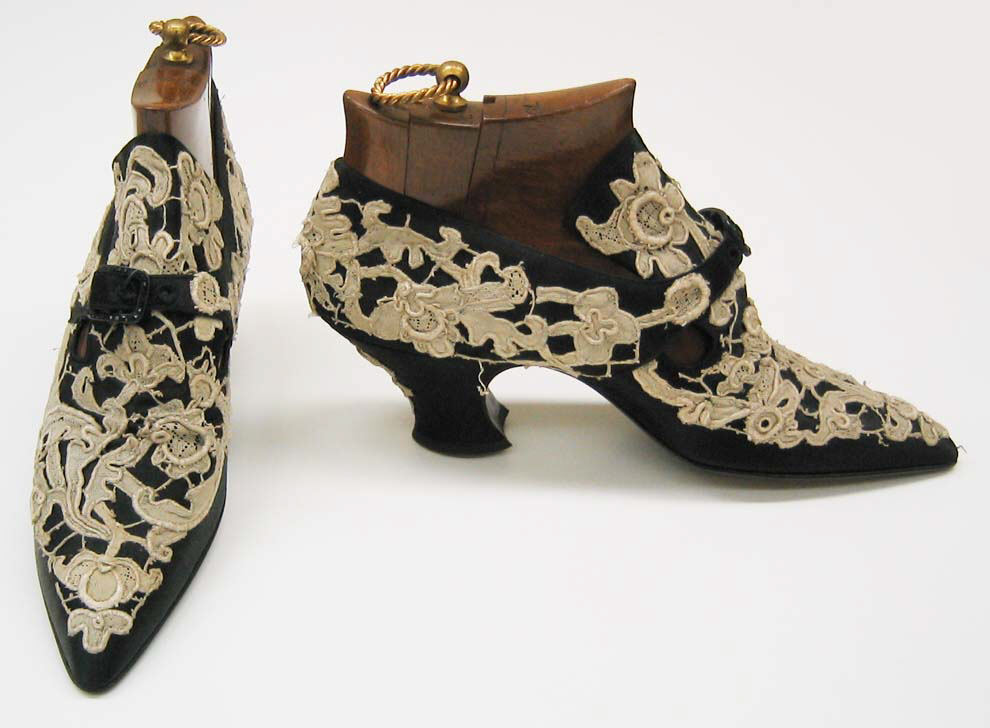
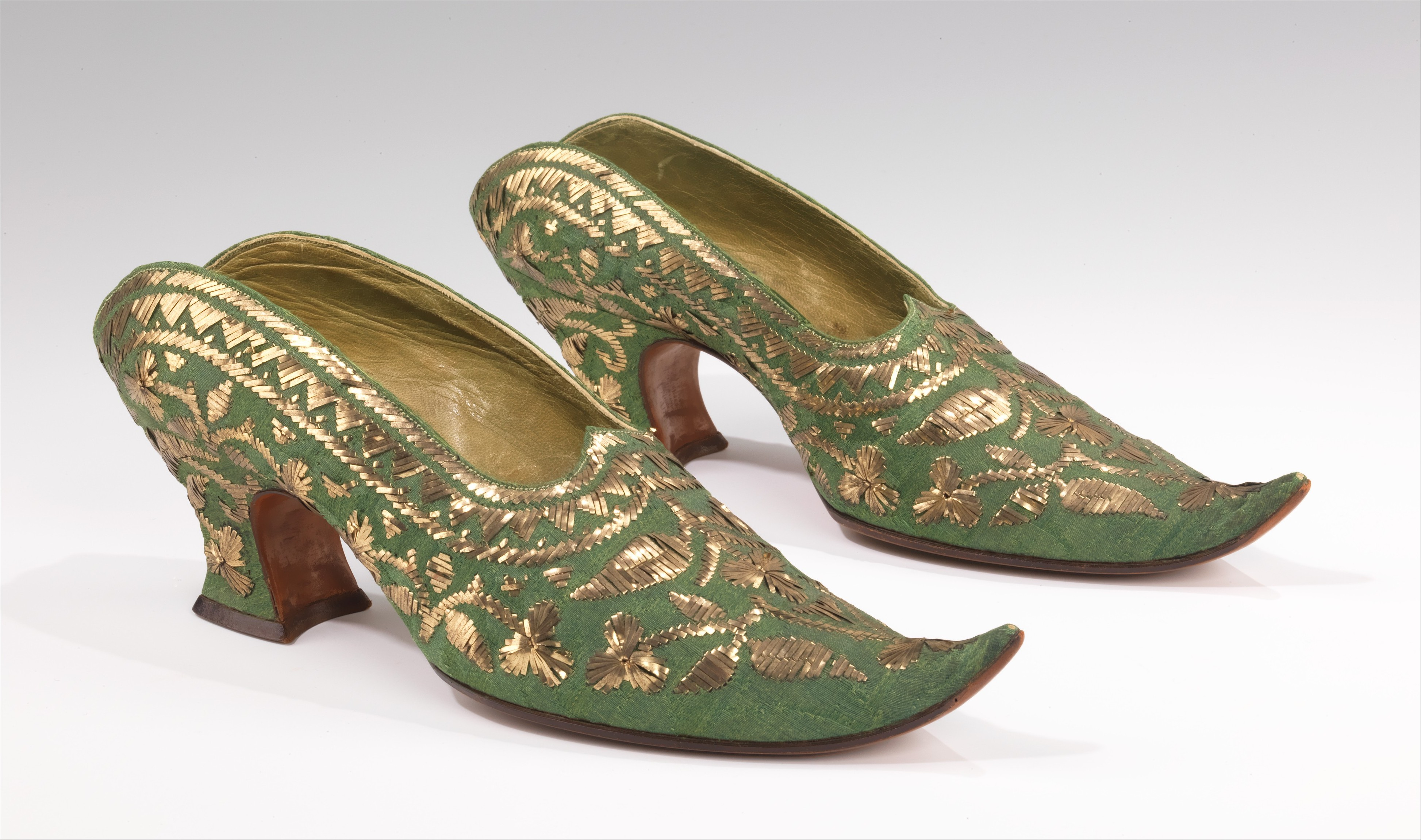
Мюли в стиле восточных бабуш
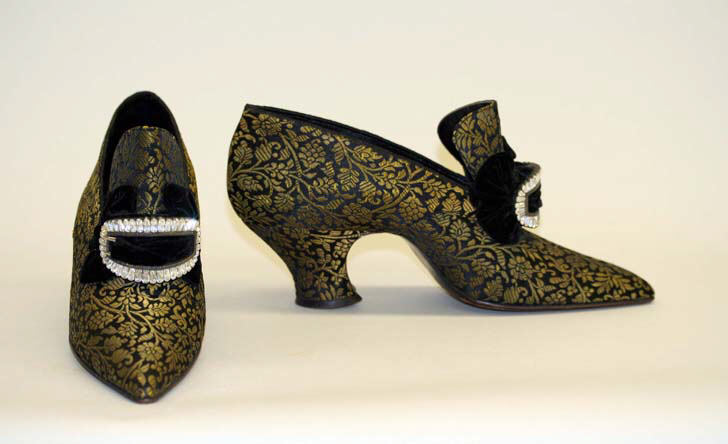
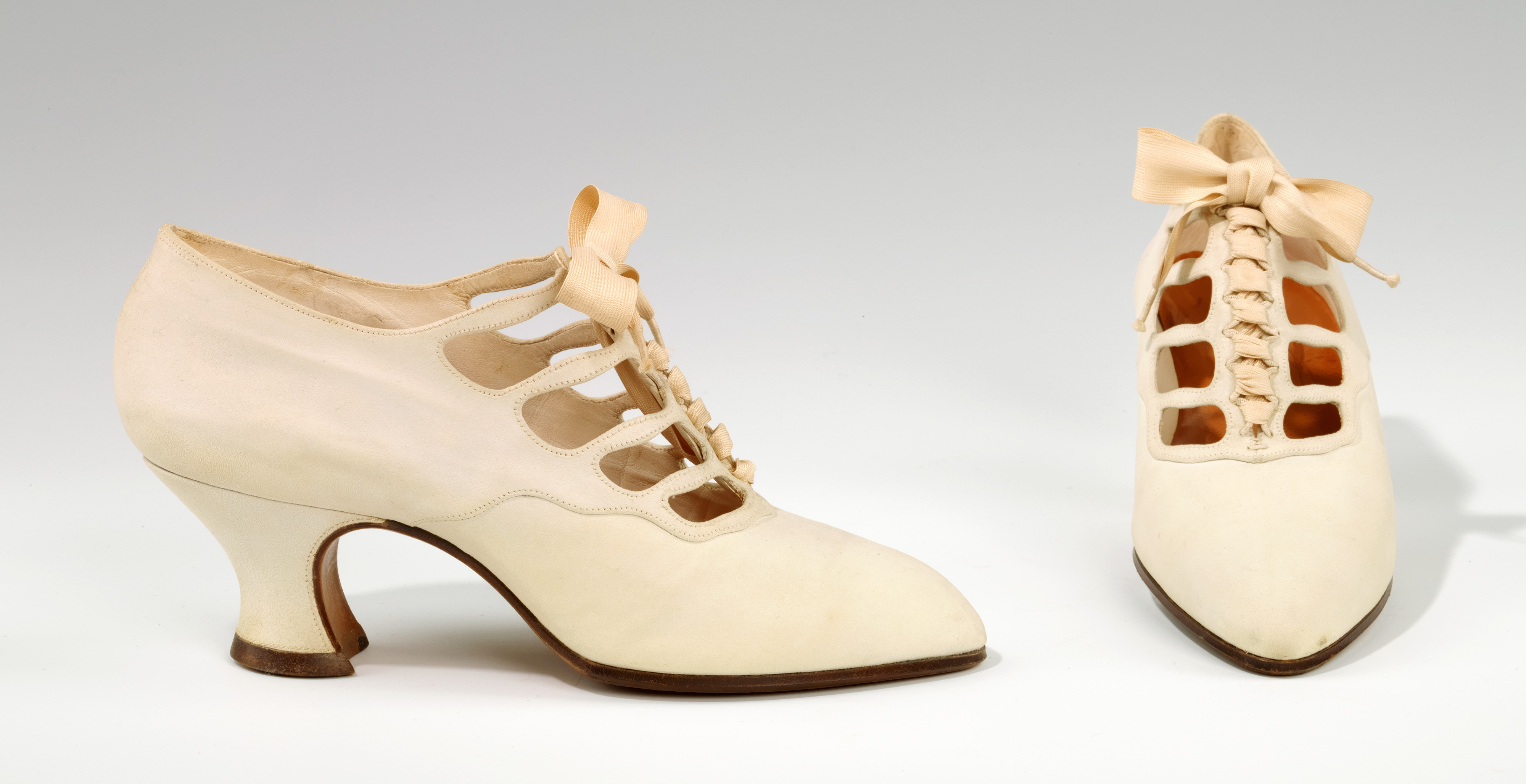
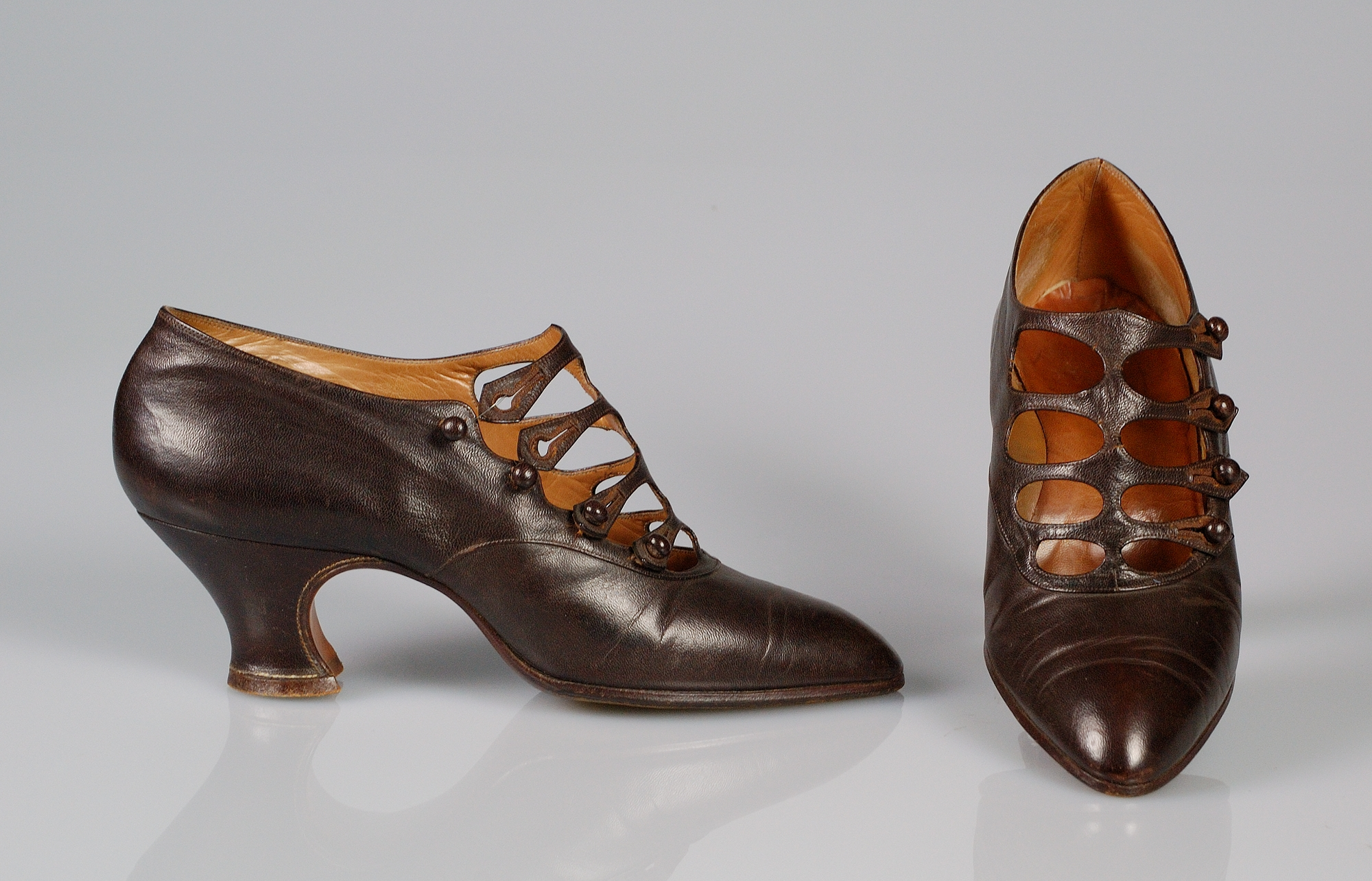
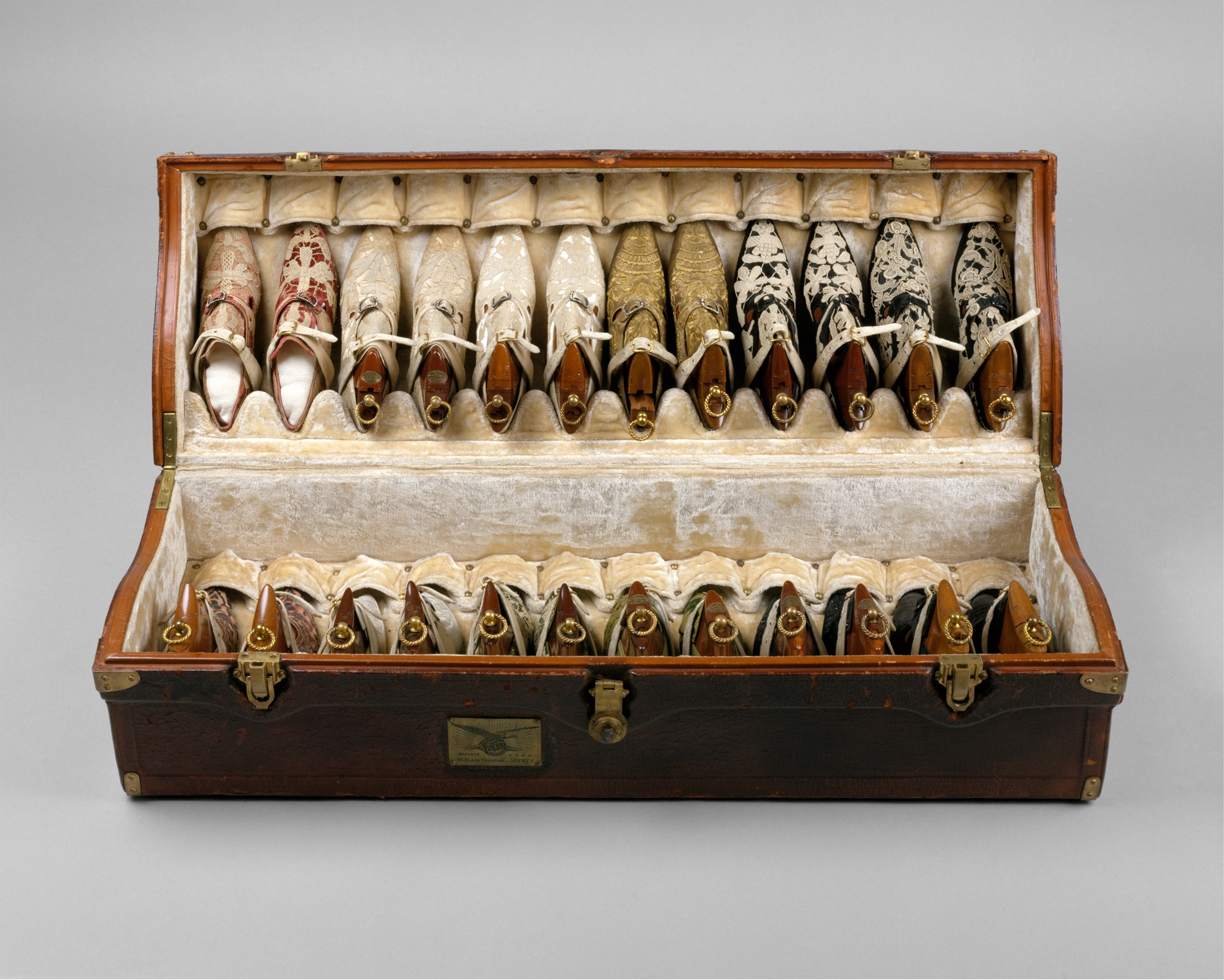
каждая пара хранилась в отдельном отсеке специального сундука